# Alexander Fesca

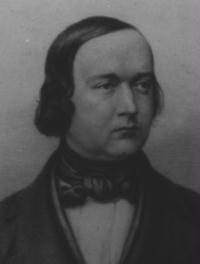
Alexander Ernst Fesca

Alexander Ernst Fesca (* 22. Mai 1820 in Karlsruhe; † 22. Februar 1849 in Braunschweig) war ein deutscher Komponist und Pianist.

## Leben
Alexander Ernst Fesca wurde am 22. Mai 1820 als zweitältester von vier Söhnen des Komponisten Friedrich Ernst Fesca (1789–1826) und seiner Frau Charlotte (geborene Dingelstedt; Tochter des Hornisten Johann Heinrich Dingelstedt) in Karlsruhe geboren.
Fesca erhielt ersten Unterricht bei seinem Vater und debütierte im Alter von 11 Jahren als Pianist in seiner Heimatstadt. Im Alter von 14 Jahren nahm er ein Studium der Komposition an der Königlichen Akademie der Künste in Berlin auf. Seine Lehrer waren unter anderem August Wilhelm Bach (1796–1869), Wilhelm Taubert (1811–1891) und Carl Friedrich Rungenhagen (1778–1851).
1838 kehrte er nach Karlsruhe zurück. Im gleichen Jahr wurde dem Komponisten durch die Aufführung seiner Operette Mariette erste Anerkennung zuteil. Bekannt wurde Alexander Ernst Fesca im Verlaufe seines kurzen Lebens jedoch eher durch seine Lieder, Salon- und Klavierstücke, in denen sich sein großes Talent mit einer gewissen musikalischen Leichtigkeit paart. Diese Leichtigkeit war wohl der Grund dafür, dass einige Musikwissenschaftler seinen Werken „tieferen Gehalt“ und „künstlerischen Ernst“ absprachen.
1841 wurde in Karlsruhe seine Oper Die Franzosen in Spanien mit großem Erfolg aufgeführt. Fürst Egon von Fürstenberg ernannte Fesca im gleichen Jahr zum Kammervirtuosen. Ab 1842 siedelte er sich in Braunschweig an. Im dortigen Hoftheater am Hagenmarkt wurde am 25. Juli 1847 Fescas Hauptwerk, seine fünfaktige heroisch-romantische Oper Der Troubadour nach einem Libretto Friedrich Schmetzers, uraufgeführt.
Alexander Ernst Fesca starb am 22. Februar 1849 in Braunschweig im Alter von 28 Jahren an einem Lungenleiden.

## Werke (Auswahl)
Adagio
- Espérance (op. 24)

Fantasien
- Fantasie auf Motive der Oper Don Giovanni von Wolfgang Amadeus Mozart (op. 43)
- Fantasie auf Motive der Oper Der Freischütz von Carl Maria von Weber (op. 50)
- Le dernier soupir (op. 58)

Klaviersextett
- Klaviersextett B-Dur (op. 8)

Klaviertrios
- Klaviertrio Nr. 1 (op. 11)
- Klaviertrio Nr. 2 (op. 12)
- Klaviertrio Nr. 3 (op. 23)
- Klaviertrio Nr. 4 (op. 31)
- Klaviertrio Nr. 5 (op. 46)
- Klaviertrio Nr. 6 (op. 54)

Klavierquartette
- Klavierquartett Nr. 1 (op. 26)
- Klavierquartett Nr. 2 (op. 28)

Opern
- Die Franzosen in Spanien (UA Karlsruhe 1841)
- Der Troubadour (UA Braunschweig 1847)
- Ulrich von Hutten (unvollendet)

Operette
- Mariette (UA Karlsruhe 1838)

Rondo
- Introduction et grand rondeau (op. 3)

Septette
- Großes Septett Nr. 1 (op. 26)
- Großes Septett Nr. 2 (op. 28)

Streichquartett
- Streichquartett c-moll

Lieder
- Fünf Lieder von Heinrich Schütz[A 1] für eine Tenor-Stimme mit Begleitung des Pianoforte (op. 13), Braunschweig, G.M. Meyer jr. 1842

## Diskografie
Seine Musik ist (Stand 2010) nur auf einer CD eingespielt: das Linos-Ensemble nahm 1999 seine beiden Septette für das Klassiklabel cpo auf.

### Noten
- Noten und Audiodateien von Alexander Fesca im International Music Score Library Project
- Gemeinfreie Noten von Alexander Fesca in der Choral Public Domain Library – ChoralWiki (englisch)

## Anmerkung
1. ↑  Nicht zu verwechseln mit dem Komponisten Heinrich Schütz. Gemeint ist der Großherzoglich Badische Hofschauspieler und Tenor-Sänger Heinrich Schütz in Karlsruhe (1798 – 1880). Unter den Komponisten, die Texte von Schütz vertont haben, ist auch beispielsweise Wilhelm Kalliwoda.